# Loïs Openda
Loïs Openda (* 16. Februar 2000 in Ans) ist ein belgischer Fußballspieler, der seit Juli 2023 als Stürmer beim deutschen Bundesligisten RB Leipzig unter Vertrag steht. Er ist auch Nationalspieler Belgiens.

## Karriere

### Verein
Openda ist als Sohn eines Vaters aus dem Kongo und einer Mutter marokkanischer Herkunft in Ans in der Nähe von Lüttich geboren und aufgewachsen. Er spielte für Pathro Othée und für RFC Lüttich, bevor er über einen Umweg bei Standard Lüttich zum FC Brügge wechselte. Am 10. August 2018 debütierte er in der belgischen Division 1A gegen KV Kortrijk, als er nach 80 Minuten für Jelle Vossen eingewechselt wurde. Sein erstes Tor erzielte er am 3. Februar 2019 bei einem 1:1-Unentschieden gegen KAA Gent. Er wurde mit Brügge 2019/20 belgischer Meister, wobei Openda in 15 Spielen zum Einsatz kam, ohne jedoch einen Treffer zu erzielen.
Mitte Juli 2020 wurde für die Saison 2020/21 eine Ausleihe ohne Kaufoption zu dem niederländischen Verein Vitesse Arnheim vereinbart. In den Niederlanden konnte er als Stammspieler 10 Treffer in 33 Ligaspielen erzielen und belegte mit Vitesse am Saisonende den vierten Platz, womit sich der Verein für die Europa League-Qualifikation qualifizierte. Im Anschluss folgte ein weiteres Jahr auf Leihbasis in Arnheim. In der Saison 2021/22 gehörte er zu den Top-Torschützen in der Eredivisie und konnte 18 Treffer erzielen (und einen weiteren in den Play-offs für die Europa League). Nach Ablauf der Leihe kehrte er für wenige Tage nach Brügge zurück, bevor er zum RC Lens wechselte. In der Saison 2022/23 wurde er mit Lens französischer Vizemeister und gehörte mit 21 Treffern zu den erfolgreichsten Torjägern der Ligue 1.

#### RB Leipzig
Im Sommer 2023 wechselte er für 35 Millionen Euro nach Deutschland in die Bundesliga zu RB Leipzig und wurde damit zu deren Rekordeinkauf. Bei den Sachsen unterschrieb er einen Vertrag bis 2028. Sein Debüt für die Leipziger gab er im DFL-Supercup, bei einem 3:0-Sieg gegen den FC Bayern München in der Allianz Arena am 12. August 2023. Sein erstes Tor für die Leipziger erzielte der Stürmer bei seinem Bundesligadebüt sieben Tage später bei einer 2:3-Auswärtsniederlage in Leverkusen. In seiner Debütsaison 2023/24 erzielte er 24 Tore in 34 Spielen und belegte damit Platz 3 in der Torschützenliste. Openda trug damit entscheidend bei, seinem Team den vierten Platz in der Tabelle zu sichern. Er erzielte zudem vier Tore in acht Spielen in der UEFA Champions League 2023/24, wo sein Team im Achtelfinale an Real Madrid scheiterte.

### Nationalmannschaft
Openda spielte von 2015 bis 2019 für diverse U-Nationalmannschaften Belgiens und erzielte in 41 Partien 15 Treffer. Seit dem 6. September 2019 ist er für die U-21 aktiv. Am 18. Mai 2022 wurde er erstmals für Spiele in der UEFA Nations League in den Kader der Roten Teufel berufen. Seinen ersten tatsächlichen Einsatz hatte er am 8. Juni 2022 gegen Polen, wobei er in seinem ersten Spiel ein Tor erzielte. Im Rahmen der Nation League bestritt er weitere Länderspiele.
Bei der Weltmeisterschaft 2022 gehörte er zum belgischen Kader und wurde im ersten Gruppenspiel eingewechselt. Belgien schied dort nach der Gruppenphase aus. In der Qualifikation für die EM 2024 wurde er in sechs der acht Spiele eingesetzt und qualifizierte sich mit den Roten Teufeln ungeschlagen für die EM-Endrunde, für die er am 28. Mai 2024 nominiert wurde.

## Erfolge und Auszeichnungen
FC Brügge
- Belgischer Meister: 2019/20
- Belgischer Supercupsieger: 2018

RB Leipzig
- DFL-Supercup-Sieger: 2023

Individuelle Auszeichnungen
- Spieler des Monats der Ligue 1: März 2023 und April 2023